# La Croix-sur-Roudoule
Pour les articles homonymes, voir Croix (homonymie).
La Croix-sur-Roudoule (en occitan local : La Crotz de Rodola (classique) / La Crous de Roudoulo (mistralienne) [la krˈus de rudˈulʌ] ) est une commune française située dans le département des Alpes-Maritimes en région Provence-Alpes-Côte d'Azur. Ses habitants sont appelés les Crousencs. En langue niçoise (Georges Castellana), c'est La Crous et ses habitants lu Crouzenc.

## Géographie
Le village est environné de sites sauvages, aux couleurs variées, allant des marnes noires du Rivet aux roches rouges de Léouvé.

### Géologie et relief

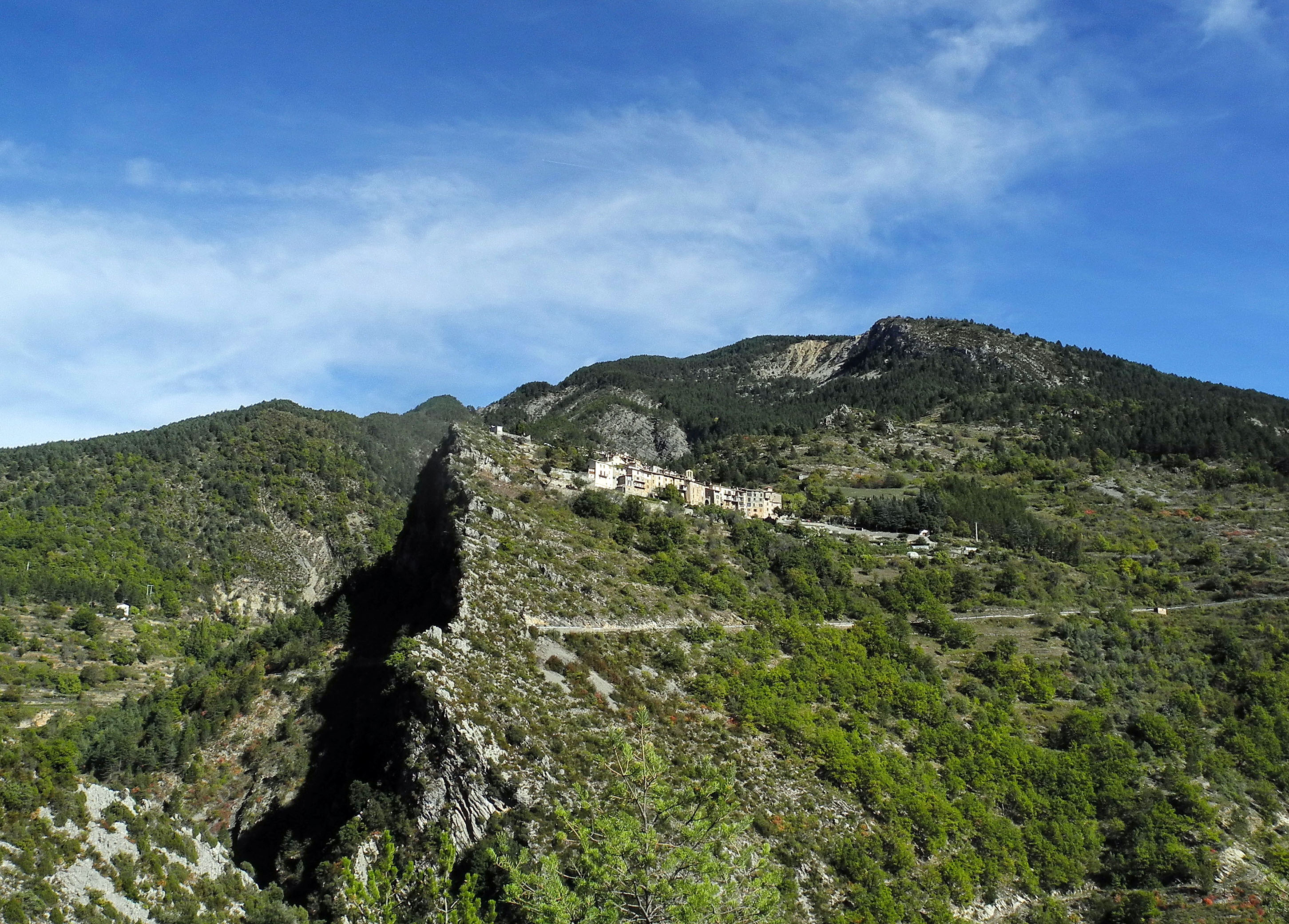
"La Croix-sur Roudoule et sa vallée."

La commune se compose de 2 988,53 hectares de forêts et milieux semi-naturels (99,98 %).
Espaces naturels :
- Une zone naturelle d'intérêt écologique, faunistique et floristique (Znieff) :

Dôme de Barrot - Tête de la Colombière - Mont Mayola - La Roudoule.

### Climat
Pour des articles plus généraux, voir Climat de Provence-Alpes-Côte d'Azur et Climat des Alpes-Maritimes.
En 2010, le climat de la commune est de type climat méditerranéen altéré, selon une étude du Centre national de la recherche scientifique s'appuyant sur une série de données couvrant la période 1971-2000. En 2020, Météo-France publie une typologie des climats de la France métropolitaine dans laquelle la commune est exposée à un climat de montagne ou de marges de montagne et est dans une zone de transition entre les régions climatiques « Var, Alpes-Maritimes » et « Alpes du sud ».
Pour la période 1971-2000, la température annuelle moyenne est de 11,8 °C, avec une amplitude thermique annuelle de 16,2 °C. Le cumul annuel moyen de précipitations est de 1 103 mm, avec 6,5 jours de précipitations en janvier et 5,6 jours en juillet. Pour la période 1991-2020, la température moyenne annuelle observée sur la station météorologique de Météo-France la plus proche, « Ascros », sur la commune d'Ascros à 13 km à vol d'oiseau, est de 10,8 °C et le cumul annuel moyen de précipitations est de 930,1 mm. 
La température maximale relevée sur cette station est de 34,4 °C, atteinte le 18 juillet 2023 ; la température minimale est de −10,7 °C, atteinte le 28 février 2018,,.
Les paramètres climatiques de la commune ont été estimés pour le milieu du siècle (2041-2070) selon différents scénarios d'émission de gaz à effet de serre à partir des nouvelles projections climatiques de référence DRIAS-2020. Ils sont consultables sur un site dédié publié par Météo-France en novembre 2022.

## Urbanisme

### Typologie
Au 1er janvier 2024, La Croix-sur-Roudoule est catégorisée commune rurale à habitat très dispersé, selon la nouvelle grille communale de densité à 7 niveaux définie par l'Insee en 2022.
Elle est située hors unité urbaine et hors attraction des villes,.

### Occupation des sols
L'occupation des sols de la commune, telle qu'elle ressort de la base de données européenne d’occupation biophysique des sols Corine Land Cover (CLC), est marquée par l'importance des forêts et milieux semi-naturels (100 % en 2018), une proportion identique à celle de 1990 (100 %). La répartition détaillée en 2018 est la suivante : 
milieux à végétation arbustive et/ou herbacée (60,8 %), forêts (32,1 %), espaces ouverts, sans ou avec peu de végétation (7,1 %).
L'évolution de l’occupation des sols de la commune et de ses infrastructures peut être observée sur les différentes représentations cartographiques du territoire : la carte de Cassini (XVIIIe siècle), la carte d'état-major (1820-1866) et les cartes ou photos aériennes de l'IGN pour la période actuelle (1950 à aujourd'hui).

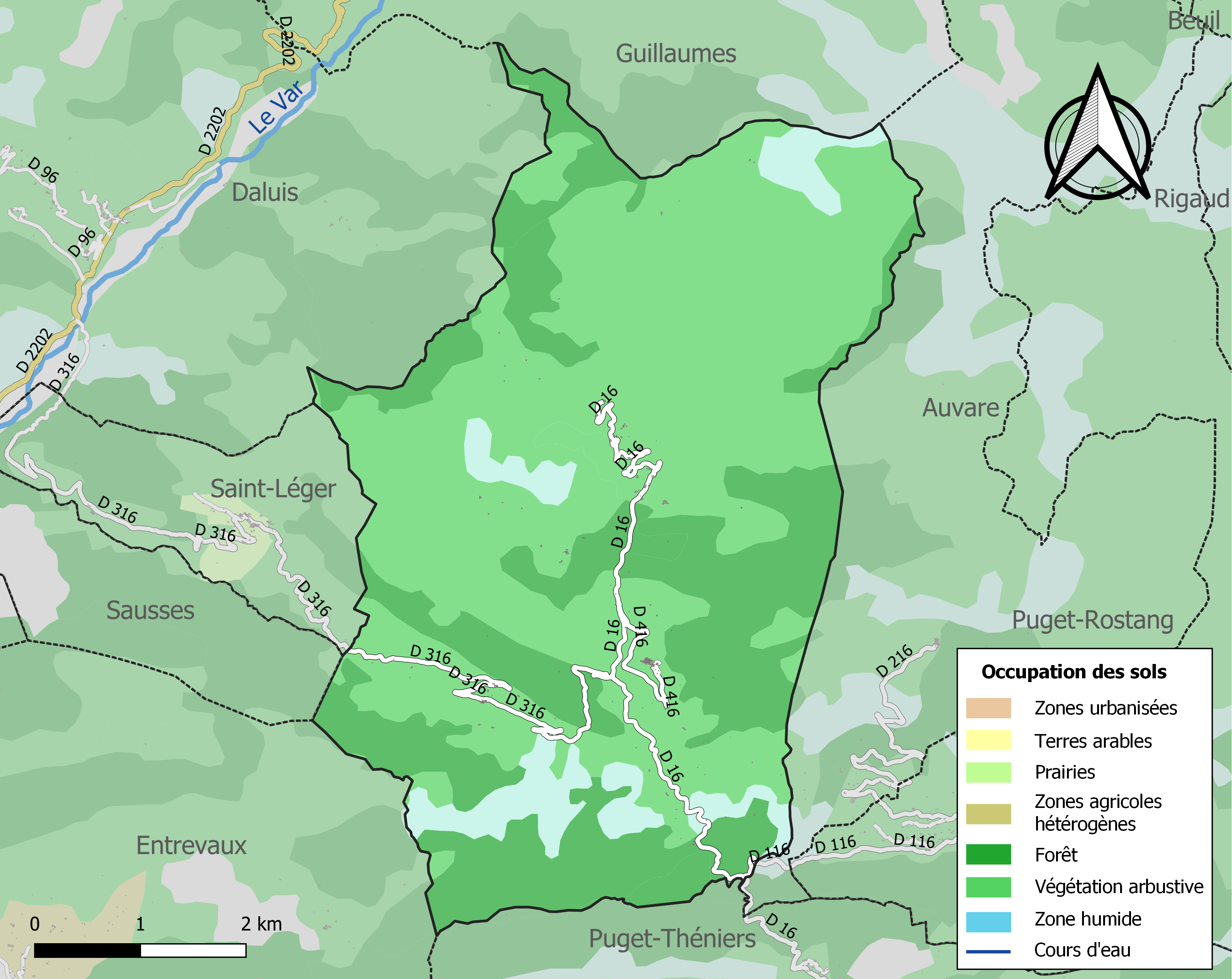
Carte de l'occupation des sols de la commune en 2018 (CLC).

## Histoire

### Préhistoire et Antiquité
Après la conquête romaine (achevée en 14 av. J.-C.), Auguste organise les Alpes en provinces. Le territoire de l’actuelle commune de La Croix-sur-Roudoule dépend de la province des Alpes-Maritimes et est rattaché à la civitas de Glanate (Glandèves). À la fin de l’Antiquité, le diocèse de Glandèves reprend les limites de cette civitas.

### Moyen Âge et temps modernes
Le village est bâti sur un rocher abrupt surplombant les gorges de la Roudoule. Un descendant de Clovis, Childebert II, réunit à sa couronne la région actuelle des Alpes-Maritimes. Mais, les Lombards, venus d'Italie, sous la conduite d'Aboin détruisent complètement Cimiez en 574 et dévastent Nice, Vence et Glandèves. Pour échapper aux barbares, les habitants sont obligés de se replier dans les montagnes. C'est alors que les habitants de Glandèves fondent Daluis, Saint-Léger, Auvare et La Croix.
Le village devient ensuite une Viguerie des Templiers. Vers 1137, cet ordre construit à son sommet un château fort dont la tour maîtresse était surmontée d'une immense croix que l'on pouvait voir à des lieues à la ronde. Il ne reste plus de cet ouvrage que de rares vestiges. On pense que le nom du village vient de cette grande croix « Castrum de Cruce ».
Par la suite, à mesure que la sécurité dans le travail et dans les habitations s'affirme, que la vie hors de l'enceinte devient plus sûre, certains habitants se fixent sur les lieux de leur travail. C'est ainsi que sont créés les hameaux de Léouvé, Amarine et Villars. C'est à La Croix que passait la route muletière dite « voie romaine » qui, par le col de Roua conduisait à Guillaumes pour continuer jusqu'à Barcelonnette par le col de la Cayolle. Cette route faisait de ce village un lieu de halte où les voyageurs pouvaient se reposer et se restaurer dans les auberges.
Lorsque les routes carrossables ouvrirent les vallées, tout ce mode de déplacement disparut. La voie romaine dont on peut encore voir les pavages dans la montée du col de Roua n'est plus utilisée aujourd'hui que par les touristes et les gens du pays.
En 1388, à la suite de troubles survenus après le décès de la reine Jeanne, le pays de Nice, y compris Puget-Théniers, se place sous la protection du Comte rouge Amédée VII de Savoie. Les communes de La Croix, Saint-Léger, Auvare, Puget-Rostang, La Penne, Saint-Antonin et Cuébris restent attachées à la Provence et font partie du bailliage de Guillaumes.

### Les Templiers et les Hospitaliers
Au XIIIe siècle le village est un fief des Templiers puis des Hospitaliers de St-Jean de Jérusalem, partagé avec une succession de co-seigneurs.

### Époque moderne
En 1760, ces communes suivent la destinée de la Provence, tandis que le comté de Nice suit celle du duc de Savoie, devenu Roi de Sardaigne. Sous Louis XV, après la guerre de succession d'Autriche et le traité d'Aix-la-Chapelle (1748), une rectification de frontière est signée le 24 mars 1760 à Turin le 24 mars 1760. Celle-ci donne à la maison de Savoie les communes, en échange de Gattières, Bonson, Les Ferres, Conségudes, Aiglun et une partie du village de Roquestéron qui porte aujourd'hui le nom de La Roque-en-Provence (Roquestéron-Grasse avant le 16 novembre 2015).
Le comté de Nice est annexé à la France en 1793, puis rendu au roi de Sardaigne en 1815 par le traité de Paris, et enfin rattaché définitivement à la France en 1860. La Croix n'a donc fait partie des états sardes que durant moins de trois quarts de siècle.

### Époque contemporaine

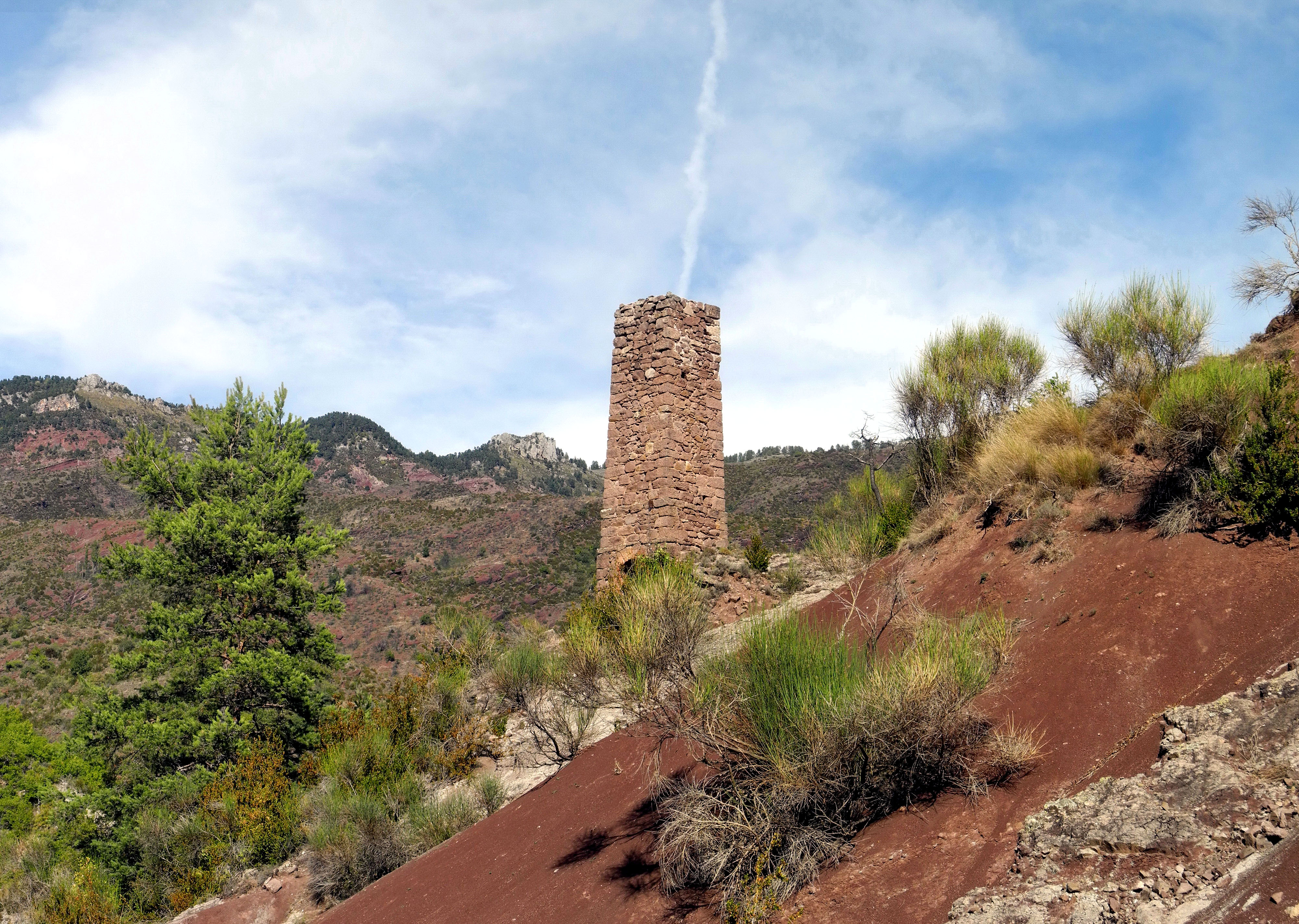
La cheminée de haut-fourneau de la mine de cuivre de Cerisier à Léouvé.

Au XIXe siècle, de 1860 à 1880, La Croix connait une très grande prospérité grâce à l'exploitation d'un filon de minerai de cuivre connu depuis l'Antiquité. À l'époque, la population est évaluée à 500 habitants et les registres de l'état-civil témoignent de 25 à 30 naissances annuelles. Quand la mine ferme ses portes, faute de minerai, cette population tombe en 1914 à 300 habitants. La commune ne compte plus aujourd'hui que 86 habitants.
Une succession de trois ponts enjambe les gorges profondes de la Roudoule témoigne de l'avancée technique de l'époque. Jusqu'à la fin du XIXe siècle, pour se rendre à Daluis ou Saint-Léger, les hommes ne pouvant franchir les gorges de Daluis et du Cians, empruntent le pont médiéval (calcaire - vers le XIVe siècle) pour traverser la vallée de la Roudoule. Ce dernier, en arc plein cintre, restauré, comporte un tablier en V inversé.
En 1889, le pont suspendu à 65 m du sol est une synthèse d'innovations techniques et prend le relais du pont muletier datant de 1842. Des poutres métalliques assurent la rigidité du tablier. Les dispositifs de fixation, câbles de suspension et suspentes, sont amovibles ; les fils des câbles sont tressés entre eux afin d'assurer la régularité de la tension des brins… Autant de prouesses techniques qui feront la célébrité de son inventeur, Ferdinand Arnodin. Ce pont a été récemment été restauré par la même entreprise.

## Politique et administration
| Période                                  | Période  | Identité     | Étiquette | Qualité         |
| ---------------------------------------- | -------- | ------------ | --------- | --------------- |
| Mars 2001                                | En cours | Marie Martin | DVD       | Sans profession |
| Les données manquantes sont à compléter. |          |              |           |                 |

Depuis le 1er janvier 2014, La Croix-sur-Roudoule fait partie de la communauté de communes des Alpes d'Azur. Elle était auparavant membre de la communauté de communes des vallées d'Azur, jusqu'à la disparition de celle-ci lors de la mise en place du nouveau schéma départemental de coopération intercommunale.

### Budget et fiscalité 2023
En 2023, le budget de la commune était constitué ainsi :
- total des produits de fonctionnement : 168 000 €, soit 1 679 € par habitant ;
- total des charges de fonctionnement : 137 000 €, soit 1 372 € par habitant ;
- total des ressources d'investissement : 538 000 €, soit 5 384 € par habitant ;
- total des emplois d'investissement : 508 000 €, soit 5 075 € par habitant ;
- endettement : 60 000 €, soit 599 € par habitant.

Avec les taux de fiscalité suivants :
- taxe d'habitation : 9,75 % ;
- taxe foncière sur les propriétés bâties : 14,62 % ;
- taxe foncière sur les propriétés non bâties : 6,04 % ;
- taxe additionnelle à la taxe foncière sur les propriétés non bâties : 0,00 % ;
- cotisation foncière des entreprises : 0,00 %.

Chiffres clés Revenus et pauvreté des ménages en 2021 : médiane en 2021 du revenu disponible, par unité de consommation.

## Démographie
L'évolution du nombre d'habitants est connue à travers les recensements de la population effectués dans la commune depuis 1793. Pour les communes de moins de 10 000 habitants, une enquête de recensement portant sur toute la population est réalisée tous les cinq ans, les populations de référence des années intermédiaires étant quant à elles estimées par interpolation ou extrapolation. Pour la commune, le premier recensement exhaustif entrant dans le cadre du nouveau dispositif a été réalisé en 2008.

En 2022, la commune comptait 98 habitants, en stagnation par rapport à 2016 (Alpes-Maritimes : +2,85 %, France hors Mayotte : +2,11 %).
| 1793 | 1800 | 1806 | 1822 | 1831 | 1838 | 1841 | 1848 | 1851 |
| ---- | ---- | ---- | ---- | ---- | ---- | ---- | ---- | ---- |
| 400  | 372  | 410  | 411  | 580  | 473  | 596  | 506  | 620  |

| 1858 | 1861 | 1866 | 1872 | 1876 | 1881 | 1886 | 1891 | 1896 |
| ---- | ---- | ---- | ---- | ---- | ---- | ---- | ---- | ---- |
| 388  | 396  | 375  | 510  | 518  | 792  | 418  | 420  | 343  |

| 1901 | 1906 | 1911 | 1921 | 1926 | 1931 | 1936 | 1946 | 1954 |
| ---- | ---- | ---- | ---- | ---- | ---- | ---- | ---- | ---- |
| 305  | 297  | 333  | 253  | 219  | 208  | 195  | 169  | 121  |

| 1962 | 1968 | 1975 | 1982 | 1990 | 1999 | 2006 | 2008 | 2013 |
| ---- | ---- | ---- | ---- | ---- | ---- | ---- | ---- | ---- |
| 105  | 91   | 102  | 69   | 81   | 97   | 86   | 83   | 98   |

| 2018 | 2022 | - | - | - | - | - | - | - |
| ---- | ---- | - | - | - | - | - | - | - |
| 97   | 98   | - | - | - | - | - | - | - |

## Économie

### Entreprises et commerces

#### Agriculture
- Élevage d'ovins et de caprins.
- Élevage d'autres bovins et de buffles.

#### Tourisme
- Hébergements à Puget-Rostang, Puget-Théniers, Annot.

#### Commerces
- Commerces et services de proximité[23].

## Culture locale et patrimoine

### Traditions
La fête de Pentecôte préserve les traditions liées à la transhumance des troupeaux. La soupe du Saint-Esprit et le pain bénit sont distribués aux participants.
La fête patronale de la Saint-Arnoux se déroule chaque année lors de la deuxième semaine du mois d'août. Une procession est organisée jusqu'à la chapelle Saint-Arnoux.

### Lieux et monuments

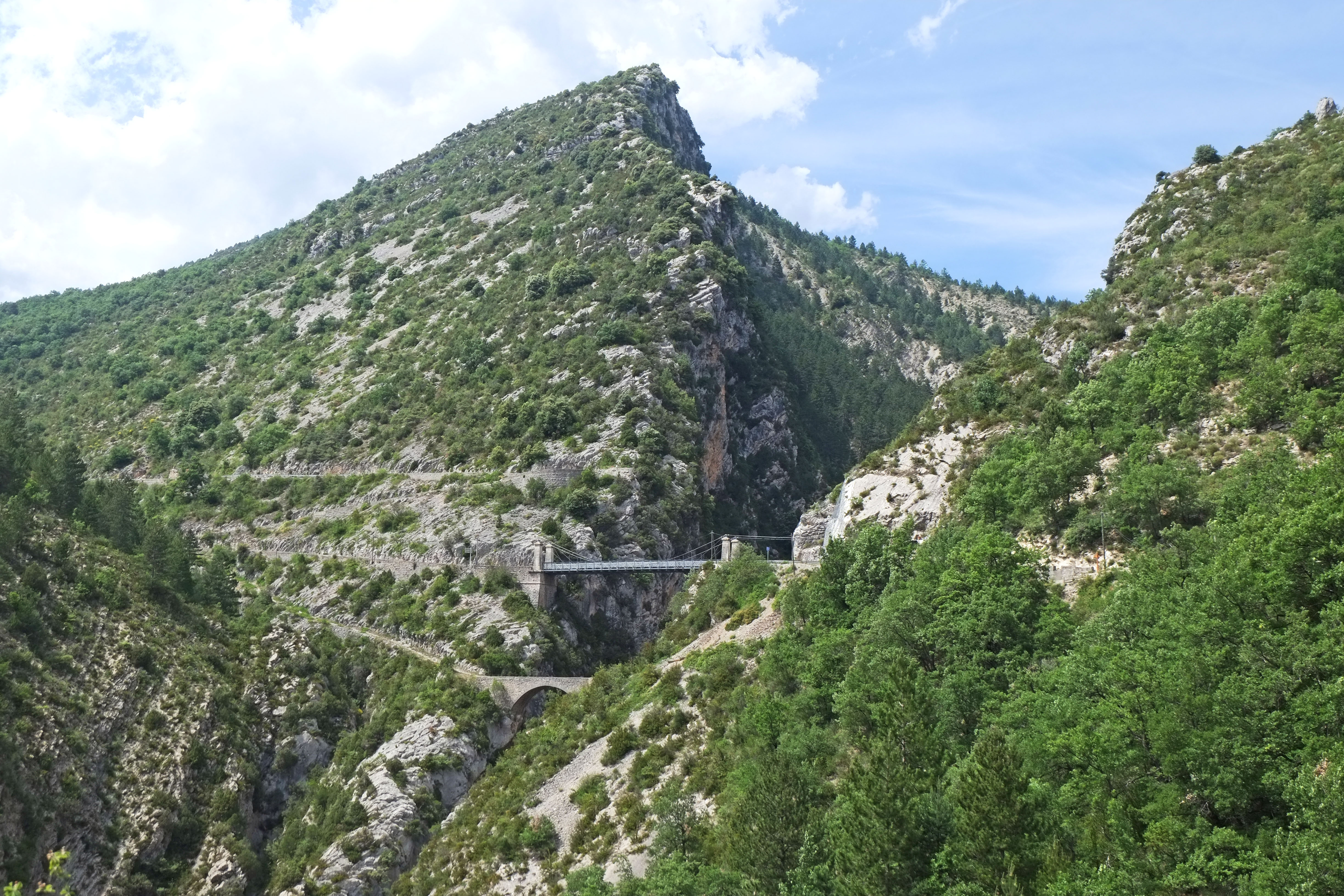
Les ponts sur la Roudoule.

- Quatre ponts ont été construits pour enjamber les gorges profondes de la Roudoule[27],[28] : du plus ancien, il ne reste plus que la culée d'un pont en bois disparu ; un pont en pierre a été édifié au XVe siècle ou XVIe siècle[29] ; un second pont en pierre fut construit en 1852 ; le pont suspendu de Saint-Léger, réalisé en 1899 par l'entreprise de Ferdinand Arnodin, a une portée de 34,60 m[30].
- Musée du cuivre au hameau de Léouvé[31],[32].
- Le village forme un ensemble de hautes maisons resserrées, avec des étages supérieurs à auvent (séchoirs).
- Vestiges de l’enceinte d’un petit château féodal et une porte d'enceinte fortifiée du début du XVe siècle, à l'entrée du village.
- château rustique du XVIIe siècle (le château des Corporandy d'Auvare) a été remanié au XIXe siècle.
- L’église Saint-Michel romano-gothique (fragments de retable de Bréa).

3 tableaux : Saint Jean-Baptiste, saint Michel, sainte Catherine.
- La chapelle Notre-Dame du Rosaire d'aspect médiéval, avec un clocheton récent, à l'entrée du village
- Les chapelles Saint-Arnoux, Saint-Sébastien, Saint-Estève au Villars, et Saint-Pierre aux Amarines.
- La croix, au sommet du village, est sur une stèle de grès, datée de 1867 : sa face sud-ouest porte dans sa structure une tête couronnée, probablement le Christ-Roi, mais ce qui fait l'originalité de ce monument est le  « masque effrayant » sculpté sur la face nord-est.

### Personnalités liées à la commune
- Joseph Gaspard Corporandi d'Auvare, est né à la Croix en 1722 et mort à Entrevaux en 1804. Il était général des armées de la République française[34].

### Héraldique
| Blason de Croix-sur-Roudoule (La) | Blason  | D’azur à la croix d’or cantonnée de quatre croisettes du même. |
| Blason de Croix-sur-Roudoule (La) | Détails | Le statut officiel du blason reste à déterminer.               |